# 181P/Shoemaker-Levy
181P/Shoemaker-Levy 6, komet Jupiterove obitelji. 